# Webensenu
Webensenu va ser un príncep egipci de la XVIII dinastia. Era fill del faraó Amenofis II. Se l'esmenta, juntament amb el seu germà Nedjem, en una estàtua de l'oficial Mimnose, inspector dels constructors a Karnak. Va morir quan tenia uns 10 anys.
La seva probable mòmia la va trobar l'egiptòleg francès Victor Loret el març de 1898 a la tomba KV35, a la vall dels Reis, destinada a acollir les despulles d'Amenofis II. A la seva dreta es troba la mòmia de la gran reina Tiy, esposa d'Amenofis III i mare d'Akhenaton (identificada el febrer de 2010 gràcies a l'ADN); a la seva esquerra hi ha la mòmia de l'anomenada Dona Jove, la mare de Tutankhamon, probablement la reina Kiya. Els tres cossos es van fer malbé en el moment del descobriment. Tenen els pits i els cranis trencats i les extremitats van desaparèixer.
La mòmia del jove príncep, d'1 metre i 24 centímetres d'alçada, a qui l'anatomista G. Elliot Smith (que la va examinar per primera vegada) li atribueix una edat d'entre 9 i 11 anys, està en excel·lents condicions, malgrat el perjudici dels danys causats pels saquejadors (un cop de puny en travessa el pit). La llarga trena de cabells del costat del cap, típica dels nens, es troba en excel·lents condicions, fins al punt que el doctor Elliot Smith la va descriure com a gran, llarga, ondulada i brillant.